# غاو دي
غاو دي (بالصينية: 高迪) (6 يناير 1990 بتشيوفو في الصين - ) هو لاعب كرة قدم صيني في مركز الهجوم. شارك مع منتخب الصين تحت 20 سنة لكرة القدم ومنتخب الصين تحت 23 سنة لكرة القدم ومنتخب الصين لكرة القدم. أما مع النوادي، فقد لعب مع جيجيانغ غرينتاون وشاندونغ لونينغ وشانغهاي غرينلاند شينهوا.

## روابط خارجية
- غاو دي على موقع قاعدة بيانات كرة القدم.إي يو (الإنجليزية)
- غاو دي على موقع ناشيونال فوتبول تيمز (الإنجليزية)
- غاو دي على موقع Soccerway.com (الإنجليزية)
- غاو دي على موقع اللجنة الأولمبية الصينية (الإنجليزية)